# Feldsalat
Die Pflanzengattung Feldsalat  (Valerianella) gehört zur Unterfamilie der Baldriangewächse (Valerianoideae) innerhalb der Geißblattgewächse (Caprifoliaceae). Die Gattung umfasst etwa 80 Arten in Eurasien, Nordafrika und Nordamerika. Der bekannteste Vertreter ist der Gewöhnliche Feldsalat (Valerianella locusta).
Weitere Bezeichnungen hierfür sind: Ackersalat (in Schwaben), Mäuseöhrchensalat oder Mausohrsalat (Eifel, Hunsrück, Saarland, Luxemburg), Nüsschen (Waldecker Land, Nordhessen), Nüsslisalat (Schweiz und südbadisches Alemannisch) oder Nüssler (Schweiz), Rapunzel(salat) (Thüringen, Sachsen, Brandenburg), Rawunze (Mittelhessen) und Rawinzchen (Schlotheim, Thüringen), Schafsmäuler bzw. Schoofsmeiala (Franken), Hasenöhrchen (Unterfranken), Döchderle, Sonnenwirbel bzw. Sunnewirbeli, Sonnewirbele (Baden), Ritscherli (Ortenau), Vogelsalat (Südtirol), Vogerlsalat (Bayern, Österreich), Wingertsalat (Pfalz), Schmalzkraut (Hessisches Ried).
Die Bezeichnung Rapunzel als Oberbegriff für den Feldsalat und ihm ähnliche Salatarten (wie die Rapunzel-Glockenblume und weitere Glockenblumen, die Ährige Teufelskralle und die Gemeine Nachtkerze) hat eine schicksalhafte Bedeutung im gleichnamigen Märchen in der Sammlung der Brüder Grimm.

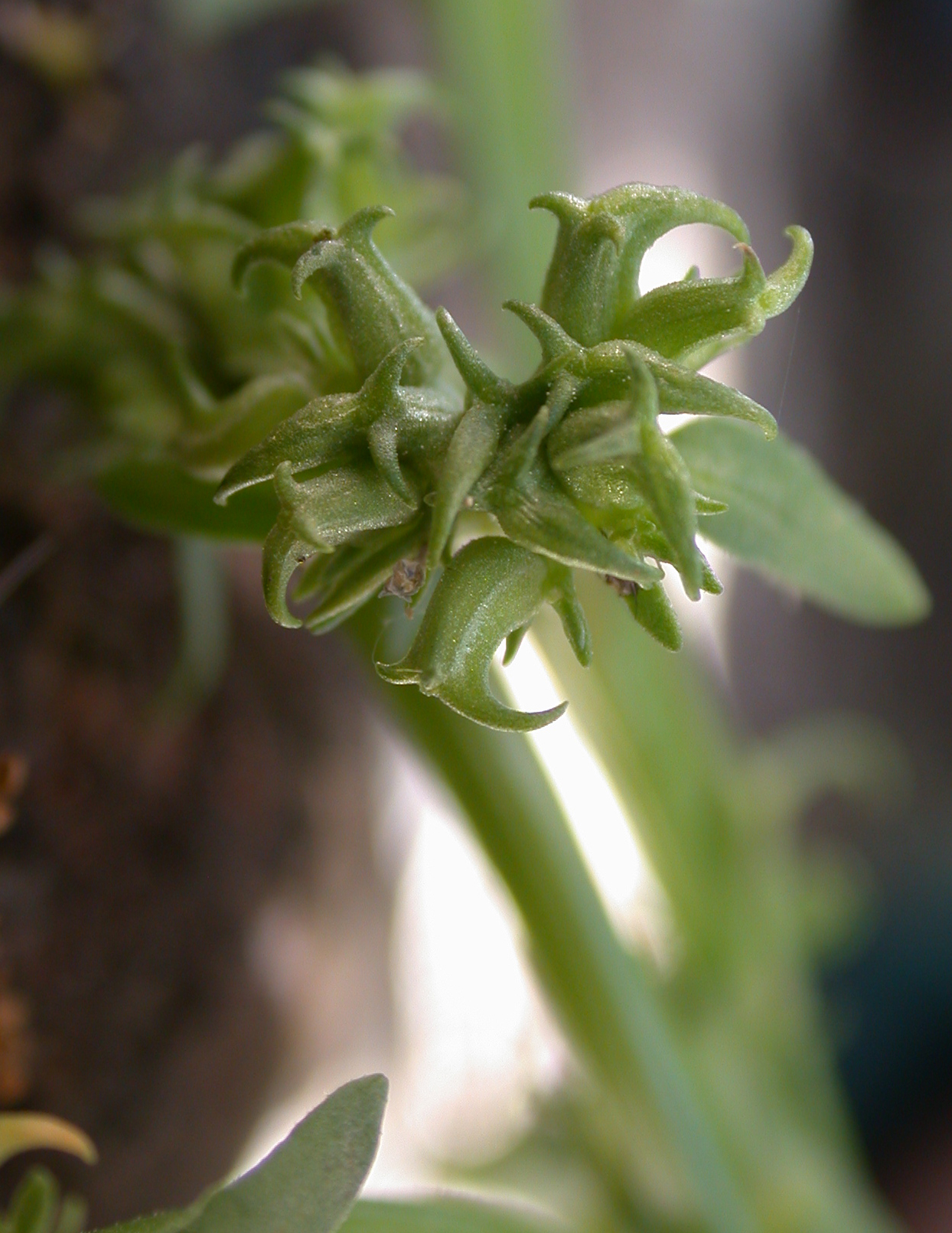
Valerianella echinata, Fruchtstand

## Beschreibung
Die Arten von Feldsalat sind einjährig oder überwinternd-einjährig und sind dichotom verzweigt. Die Blüten sind zwittrig, am Ende der Zweige in Knäueln aber manchmal auch einzeln weiter unten am Stängel in den Achseln der Verzweigungen. Der Kelch kann fehlen oder er ist mit 6 bis 30 Zähnen verschieden groß entwickelt. Die Blütenkrone ist klein, mit fünf etwas ungleichen Zipfeln, sie ist bläulich oder rosa gefärbt. Die Kronröhre ist trichterförmig und kaum mehr als zweimal so lang wie die Kronzipfel und leicht ausgebaucht. Drei Staubblätter sind vorhanden, der Griffel ist dreispaltig.

## Systematik
Valerianella wurde 1754 von Philip Miller in The Gardeners Dictionary, 4. Ausgabe, Band 3, aufgestellt. Synonyme für Valerianella sind Dufresnia DC. und Siphonella (Torr. & A.Gray) Small.

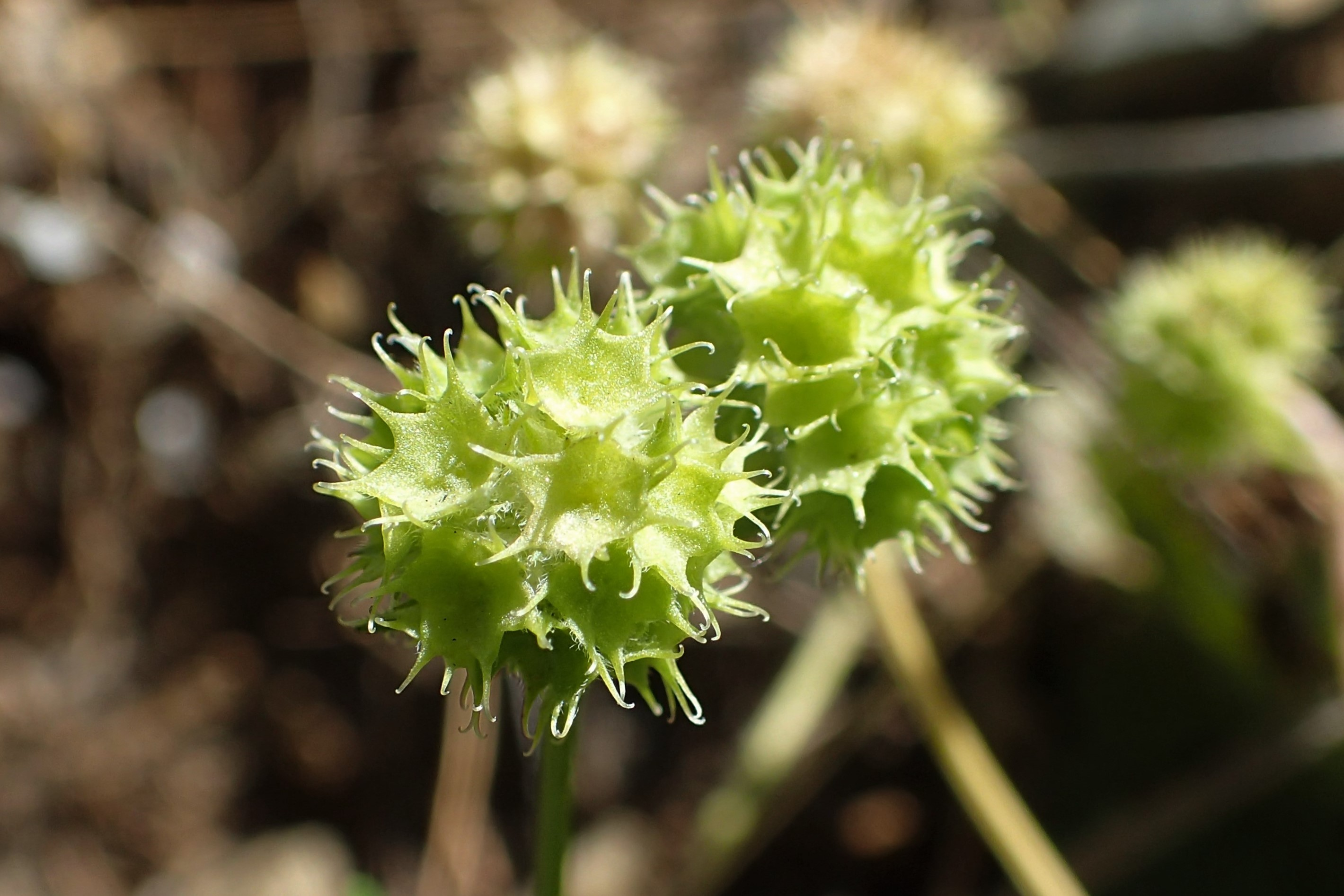
Bekrönter Feldsalat (Valerianella coronata)

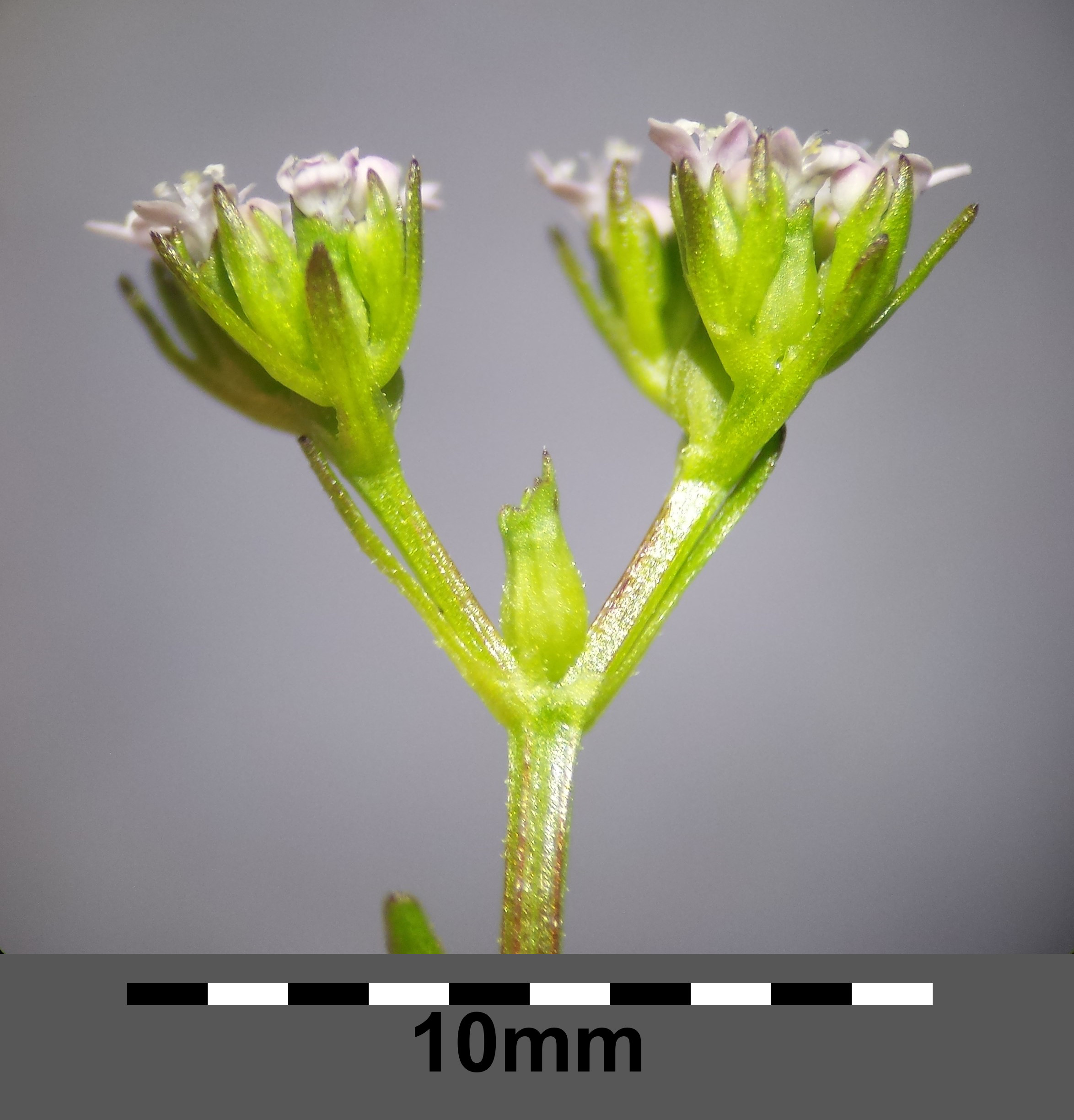
Gezähnter Feldsalat (Valerianella dentata)

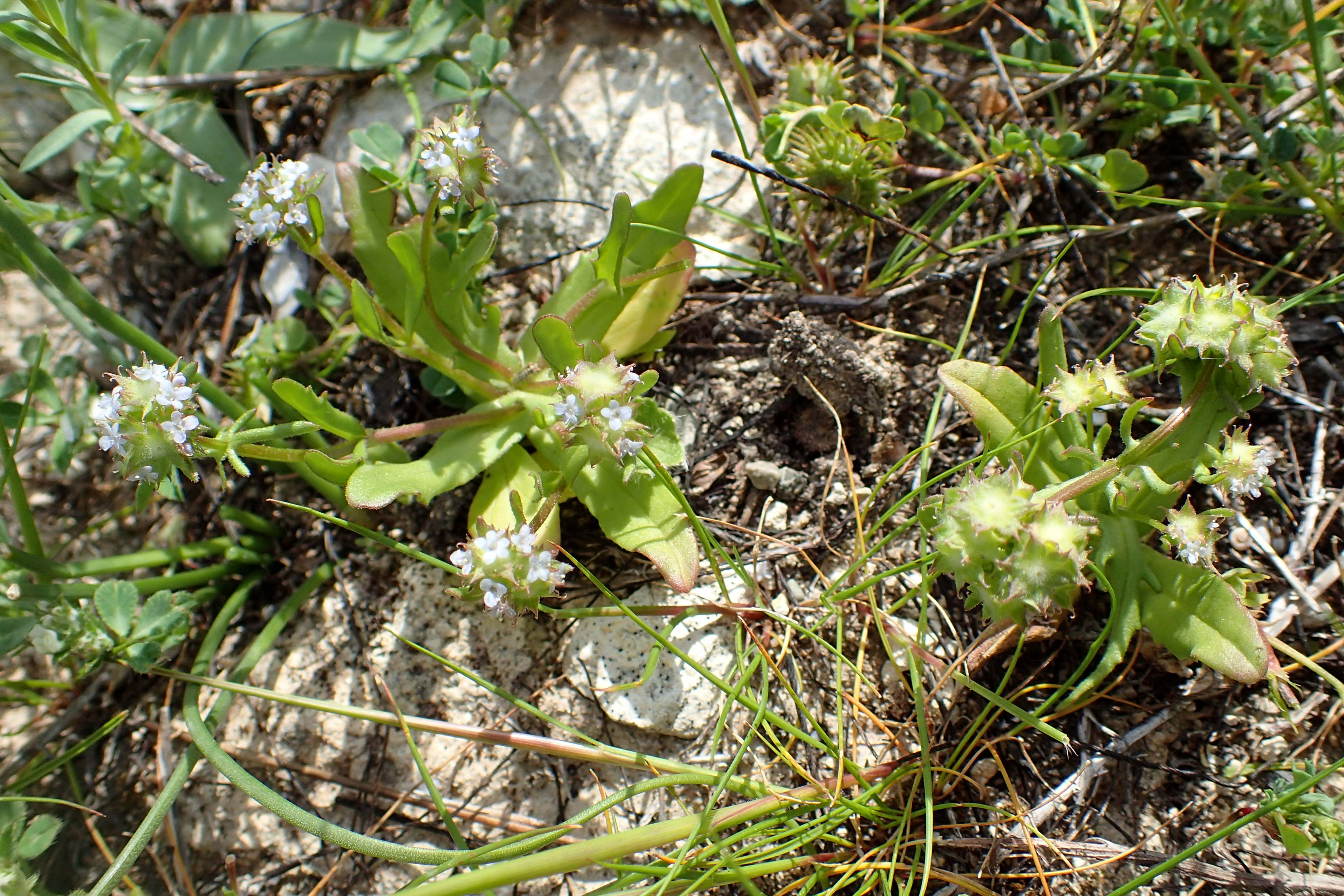
Valerianella discoidea

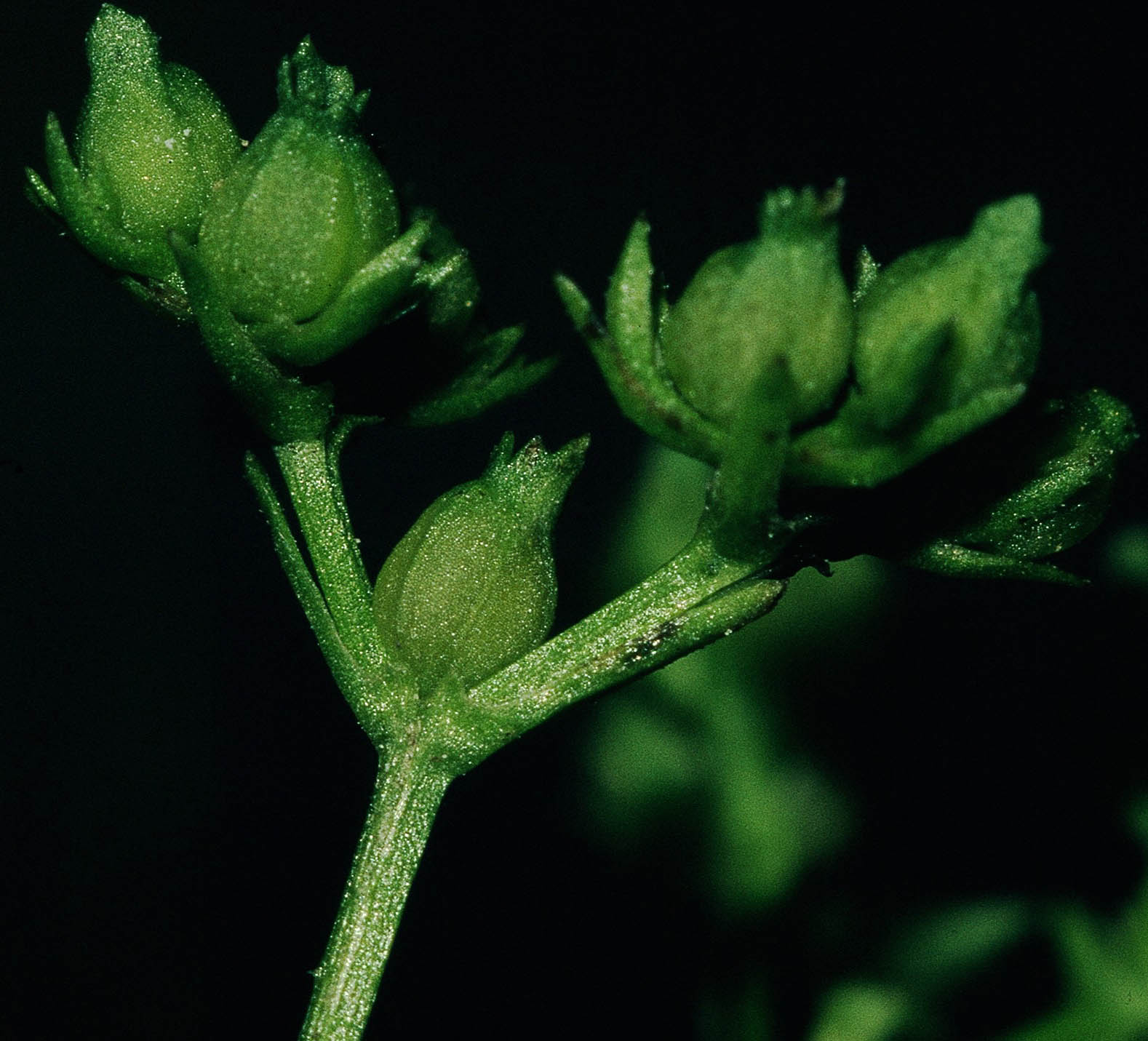
Gefurchter Feldsalat (Valerianella rimosa)

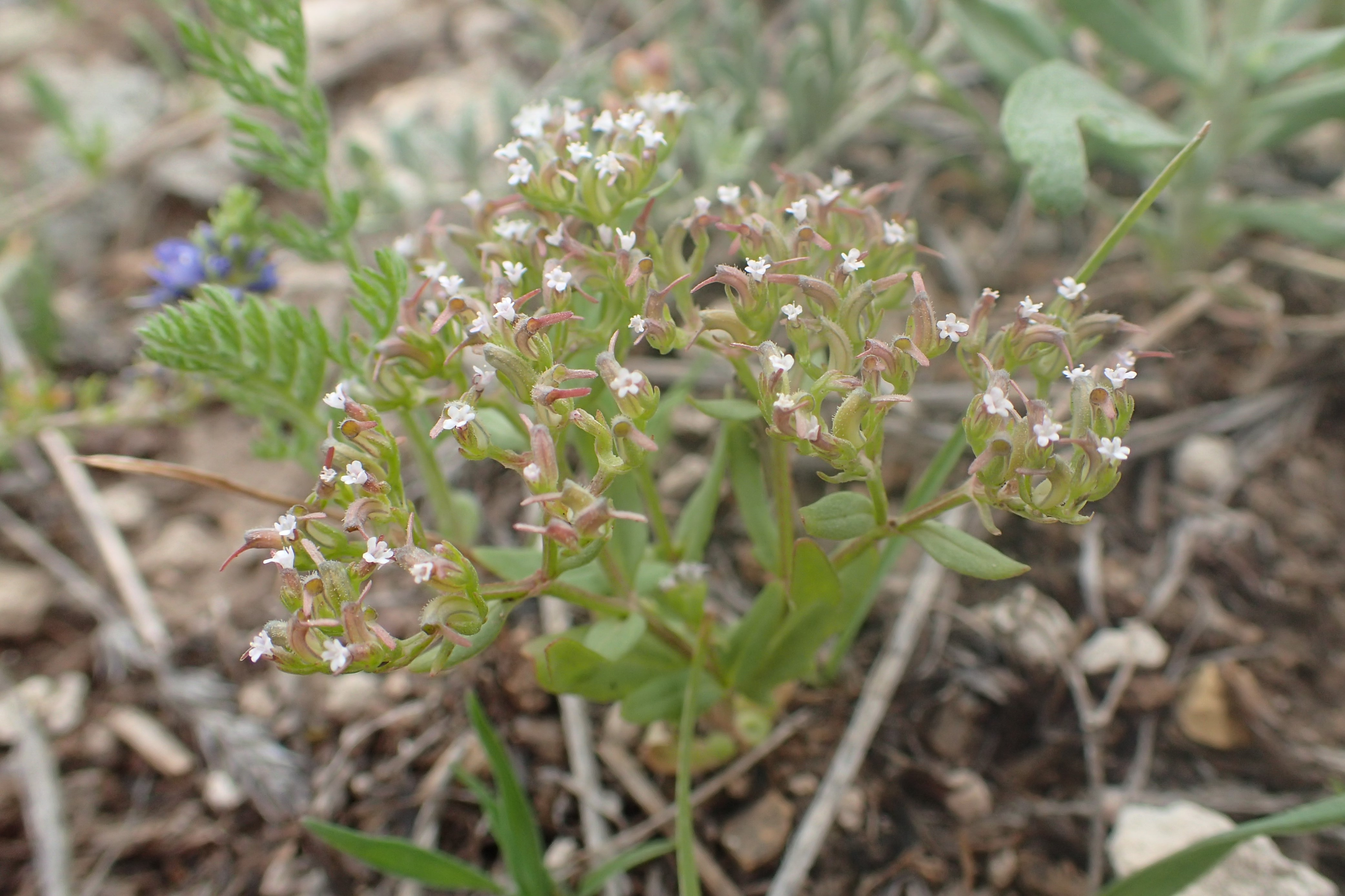
Valerianella szovitsiana

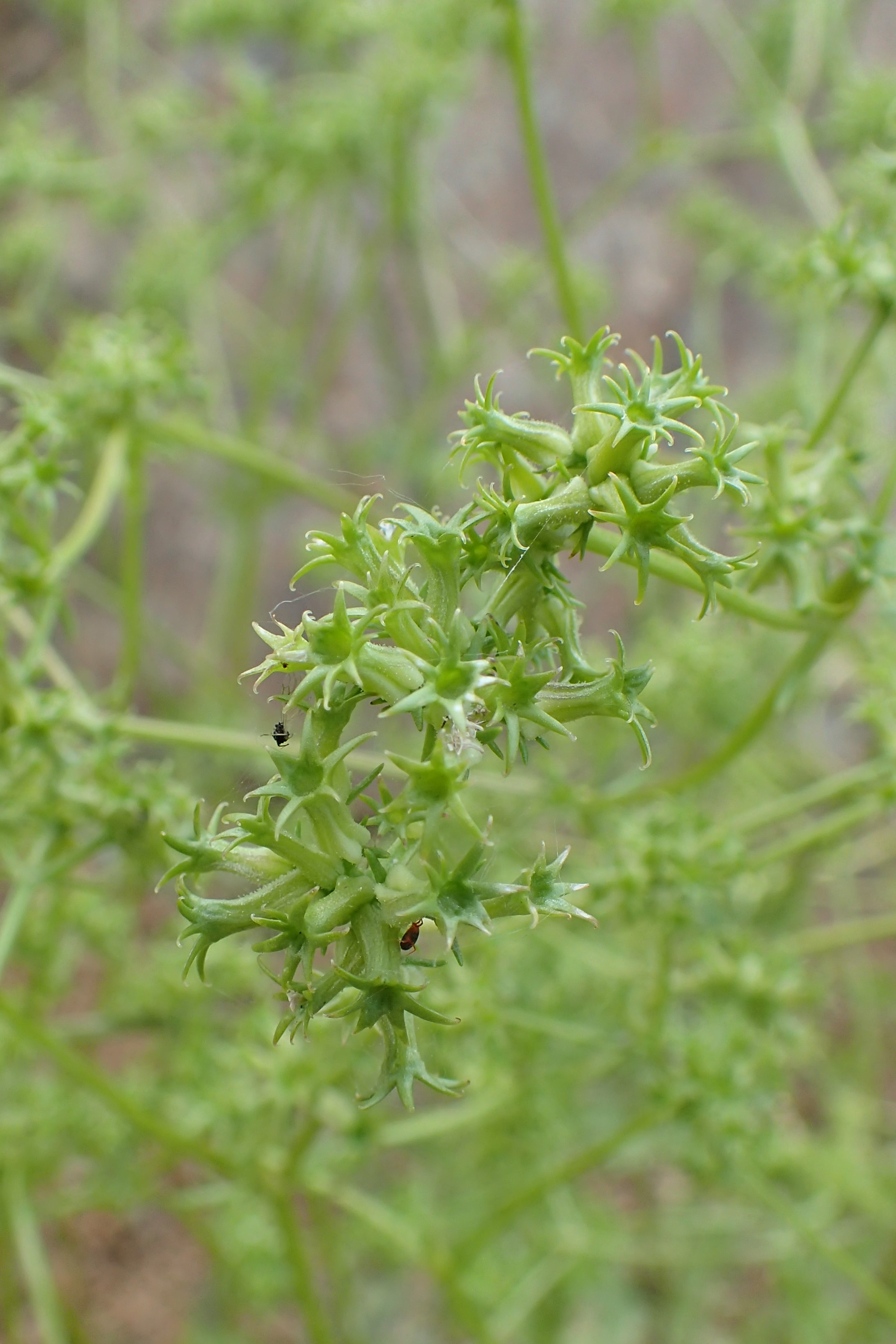
Valerianella uncinata

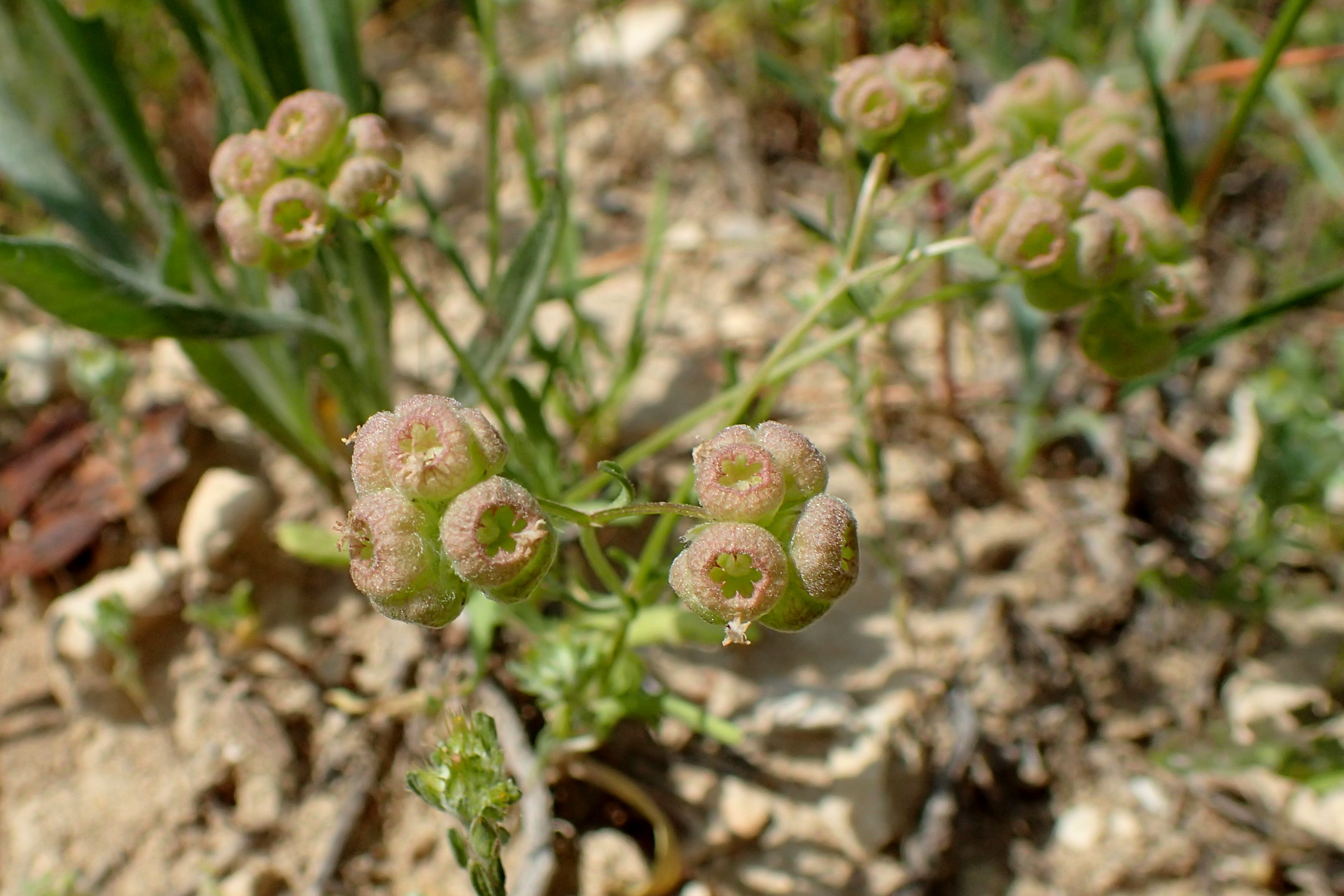
Valerianella vesicaria

### Arten (Auswahl)
- Valerianella amarella (Lindh. ex Engelm.) Krok: Die Heimat ist Oklahoma und Texas.[5]
- Valerianella amblyotis Fisch. & C. A. Mey.: Sie kommt vom Kaukasus bis zum nordwestlichen Iran und bis Turkmenistan vor.[6]
- Valerianella antilibanotica Rech. f.: Sie kommt in Syrien vor.[7]
- Valerianella balansae V. A. Matthews: Sie kommt in der Türkei vor.[7]
- Gekielter Feldsalat (Valerianella carinata Loisel.): Sie kommt in Europa in Süd-, West- und Mitteleuropa vor.
- Valerianella chlorodonta Coss. & Durieu: Sie kommt in Marokko, Algerien, Tunesien und Libyen vor.[7]
- Valerianella chlorostephana Boiss. & Balansa: Sie kommt von der Türkei bis zum westlichen Iran vor.[6]
- Valerianella corniculata C. A. Mey.: Sie kommt in Armenien und in Aserbaidschan vor.[7]
- Bekrönter Feldsalat (Valerianella coronata (L.) DC., Syn.: Valerianella pumila DC.): Sie kommt in Europa besonders im Süden vor.
- Valerianella costata (Steven) Betcke: Sie kommt in Spanien, auf den Balearen, in Sizilien, Serbien, Griechenland, Bulgarien, Kreta, in der Ägäis, Türkei, Rumänien, Ukraine, Moldawien und im Kaukasusraum vor.[7]
- Valerianella cymbaecarpa C. A. Mey.: Sie kommt on der östlichen Türkei bis Pakistan und Zentralasien vor.[6]
- Valerianella dactylophylla Boiss. & Hohen.: Sie kommt von der östlichen Türkei bis zum Iran und Zentralasien vor.[6]
- Gezähnter Feldsalat (Valerianella dentata (L.) Pollich): Die Heimat ist Makaronesien, Nordafrika und Eurasien.[5][7]
- Valerianella discoidea (L.) Loisel.: Sie kommt in Marokko, Algerien, Tunesien, Libyen, Ägypten, Spanien, Portugal, Frankreich, auf den Balearen, Korsika, Sardinien, Sizilien, Italien, Kroatien, Montenegro, Albanien, Griechenland, Kreta, in der Ägäis, Bulgarien, in der europäischen und asiatischen Türkei, in Syrien und im Libanon vor.[7]
- Valerianella echinata (L.) DC.: Sie kommt in Marokko, Algerien, Spanien, Portugal, auf den Balearen, in Frankreich, Korsika, Sardinien, Sizilien, Italien, Kroatien, Serbien, Albanien, Griechenland, Kreta, in der Ägäis, in der europäischen und asiatischen Türkei, Syrien, im Libanon, in Israel und in der Ukraine vor.[7]
- Wollfrüchtiger Feldsalat (Valerianella eriocarpa Desv.): Die Heimat ist Europa, Nordafrika und Vorderasien.[5][7]
- Valerianella falconida Shvedtsch.: Sie kommt auf der Krim vor.[7]
- Valerianella fusiformis Pau: Sie kommt in Spanien vor.[7]
- Valerianella glomerata Boiss. & Balansa: Sie kommt in der Türkei vor.[6]
- Valerianella hirsutissima Link: Sie kommt in Griechenland, Kreta in der Ägäis und in der europäischen und asiatischen Türkei vor.[7]
- Valerianella kotschyi Boiss. (Syn.: Valeriana kotschyi (Boiss.) Christenh. & Byng): Sie kommt vom südlichen Bulgarien bis Zentralasien und dem Iran vor.[6]
- Valerianella lasiocarpa (Steven) Betcke (Syn.: Valeriana lanata Christenh. & Byng): Sie kommt vom nördlichen Griechenland bis zum westlichen und südlichen Iran vor.[6]
- Valerianella leiocarpa (C. Koch) Kuntze: Sie kommt von Westasien und Zentralasien bis Pakistan und zur Arabischen Halbinsel vor.[6]
- Valerianella leptocarpa Pomel: Sie kommt in Algerien vor.[7]
- Valerianella lipskyi Lincz.: Sie wurde aus Transkaspien erstbeschrieben.
- Gewöhnlicher Feldsalat (Valerianella locusta (L.) Laterr.): Die Heimat ist Makaronesien, Nordafrika, Europa und Westasien.[5]
- Valerianella martinii Loscos: Sie kommt in Spanien vor.[7]
- Valerianella microcarpa Loisel.: Sie kommt auf den Azoren, in Madeira, Marokko, Algerien, Tunesien, Libyen, Spanien, Portugal, auf den Balearen, Frankreich, Italien, Korsika, Sardinien, Sizilien, Albanien, Griechenland, Bulgarien, Kreta, in der Ägäis und in der europäischen Türkei vor.[7]
- Valerianella multidentata Loscos & J. Pardo: Sie kommt in Marokko, Algerien und Spanien vor.[7]
- Valerianella obtusiloba Boiss.: Sie kommt in Griechenland, Kreta, in der Ägäis, im Libanon und in der europäischen und asiatischen Türkei vor.[7]
- Valerianella orientalis (Schltdl.) Boiss. & Balansa: Sie kommt in Griechenland, in der Ägäis, in der Türkei, Syrien, Libanon, Jordanien und in Israel vor.[7]
- Valerianella oxyrhyncha Fisch. & C. A. Mey. (Syn.: Valeriana oxyrhyncha (Fisch. & C.A.Mey.) Christenh. & Byng): Sie kommt von der Türkei bis Pakistan und von der Arabischen Halbinsel bis Kasachstan vor.[6]
- Valerianella petrovichii Asch.: Sie kommt in Ägypten und in Libyen vor.[7]
- Valerianella plagiostephana Fisch. & C. A. Mey. (Syn.: Valeriana plagiostephana (Fisch. & C.A.Mey.) Christenh. & Byng): Sie kommt von der östlichen Türkei bis Zentralasien und Pakistan vor.[6]
- Valerianella platycarpa Trautv.: Sie kommt im Iran und in Turkmenistan vor.[6]
- Valerianella pomelii Batt.: Sie kommt in Marokko und in Algerien vor.[7]
- Valerianella pontica Lipsky: Sie kommt in Bulgarien, in der Ukraine und im Kaukasusraum vor.[7]
- Gefurchter Feldsalat (Valerianella rimosa Bastard), kommt in Europa im Süden, Westen und in Mitteleuropa vor, nördlich bis Dänemark und östlich bis zur Ukraine; außerdem in Nordafrika und in Vorderasien.[7]
- Valerianella sclerocarpa Fisch. & C. A. Mey. (Syn.: Valeriana sclerocarpa (Fisch. & C.A.Mey.) Christenh. & Byng): Sie kommt in Palästina, auf der Arabischen Halbinsel, im Kaukasusraum, im Iran, in Afghanistan, Turkmenistan und Tadschikistan vor.[6]
- Valerianella soyeri Boiss. (Syn.: Valeriana echinata L.): Sie kommt vom Mittelmeerraum bis zum nördlichen Iran vor.[6]
- Valerianella stephanodon Coss. & Durieu: Sie kommt in Marokko, Algerien, Tunesien und Libyen vor.[7]
- Valerianella szovitsiana Fisch. & C. A. Mey. (Syn.: Valeriana szovitsiana (Fisch. & C.A.Mey.) Christenh. & Byng): Sie kommt von der Türkei und Ägypten bis Oman, dem Iran, Zentralasien und Pakistan vor.[6]
- Valerianella texana Dyal: Die Heimat ist Texas.[5]
- Valerianella triceras Bornm.: Sie kommt in der Türkei und in der Ägäis vor.[7]
- Valerianella tuberculata Boiss. (Syn.: Valeriana tuberculata (Boiss.) Christenh. & Byng): Sie kommt von der östlichen Türkei bis Zentralasien und dem nordwestlichen Pakistan vor.[6]
- Valerianella turgida (Steven) Betcke: Sie kommt in Italien, auf der Balkanhalbinsel, in der Ägäis, in der europäischen und asiatischen Türkei, in der Ägäis, Kreta, Bulgarien, Rumänien, Moldawien, in der Ukraine, im Kaukasusraum, in Armenien, Aserbaidschan, Georgien und in Rumänien vor.[7]
- Valerianella uncinata (M. Bieb.) Dufr. (Syn.: Valeriana uncinata M.Bieb.): Sie kommt auf der östlichen Krim und von der Türkei bis Zentralasien und Afghanistan vor.[6]
- Valerianella vesicaria (L.) Moench: Sie kommt in Algerien, Libyen, Italien, Sardinien, Sizilien, Griechenland, Kreta, in der Ägäis, in der europäischen und asiatischen Türkei, in Syrien, Libanon, Jordanien und in Israel vor.[7]